# Novokuzneckij kukol'nyj teatr
Il Novokuzneckij kukol'nyj teatr (in russo Новокузнецкий кукольный театр?, in italiano traducibile come Teatro delle marionette di Novokuzneck) è un teatro di Novokuzneck.

## Storia

### Anni 40-50 del XX secolo
Fu fondato l'8 febbraio 1942 quando un gruppo degli attori dal Teatro di Novosibirsk "Fiaccola Rossa" (in cirillico: Красный факел) ha mostrato lo spettacolo "Lupo e sette capretti" (in cirillico: Волк и семеро козлят) (sceneggiatura di D. Kramskaja). Il primo direttore del Teatro dei Pupazzi di Novokuzneck è stato Hleb Hončarenko (in cirillico: Глеб Гончаренко). Nel 1943 con l'evacuazione a Novokuzneck della figura di Olga Morguleva (in cirillico: Ольга Моргулева) dal Teatro dei Pupazzi di Sergej Obrazčov (in cirillico: Сергей Образцов) il teatro ha ampliato il programma con un altro spettacolo. Alla fine del 1943 è stato inaugurato lo spettacolo "La Regina dello Ghiaccio" (in cirillico: Царица Леденица) (regista - Olga Morguleva, sceneggiatore - Choldyrmjan).

### Anni 60-80 del XX secolo
Nel 1965 Jakov Tauben (in cirillico: Яков Таубен) diventò il regista del teatro. Nel 1971 il regista Natalia Nikiforova e il direttore Evgenij Dekonskij hanno introdotto la classica nel repertorio del teatro. Dal 1982 al teatro è arrivato il registra Vladimir Nagovičyn (in cirillico: Владимир Наговицын) e il direttore Anatolij Nekrasov (in cirillico: Анатолий Некрасов).

### Anni 90 del XX secolo
Dal 1990 il direttore Nikolaj Anisčenko (in russo: Николай Анищенко) e dal 1994 il regista Jurij Samojlov e il direttore Aleksey Razukov hanno cominciato la risalita del livello professionale del teatro con la partecipazione ai festival.

### Anni 2000
Dal 1 al 3 ottobre 2010 al Teatro "Skaz" si è svolto il Festival Kuklomagia (in italiano: La Magia dei Pupazzi) con la partecipazione del Teatro dei Pupazzi di Kemerovo in nome di Arkadij Gajdar.

## Partecipazione agli eventi teatrali
- 2000 – L'organizzatore del Festival dei Teatri dei Pupazzi ‘‘Il Pupazzo nei mani del bambino’’, Novokuzneck, Russia
- 2005 – Il Festival Teatrale Internazionale ‘‘High Fest’’, Armenia, Erevan

## Edificio teatrale
Dal 1942 il teatro dei pupazzi di Novokuzneck si trovava in ulitsa Kirova, nel 1958 si spostò alla Prospettiva Metallurgov, 31, dove si trova.